# Johann Balthasar Moscherosch
Johann Balthasar Moscherosch (* 31. August 1647 in Straßburg; † 9. April 1703 in Darmstadt) war ein deutscher Romanist und Bibliothekar.

## Leben
Johann Balthasar Moscherosch wurde 1647 als Sohn von Johann Michael Moscherosch und dessen dritter Ehefrau Anna Maria Kilburger (1615–1694) geboren. Er hatte acht Geschwister. Sein Vater war zu diesem Zeitpunkt Steuerbeamter und Polizeichef in Straßburg. Nach dem Tod des Vaters verkaufte der Sohn Ernst Bogislaus Moscherosch im Juli 1669 dessen umfangreiche Bibliothek mit ca. 2300 Werken an Landgraf Ludwig VI. von Hessen-Darmstadt, der damit den Aufbau einer umfangreichen Hofbibliothek fortsetzen konnte. Die Anfänge der Hofbibliothek gingen auf Landgraf Georg I. im 16. Jahrhundert zurück. Die inzwischen deutlich vergrößerte Hofbibliothek wurde ab 1685 in drei Zimmern in den oberen Stockwerken des neu errichteten Glockenbaus im Residenzschloss Darmstadt untergebracht.
Nach einer längeren Bildungsreise ließ sich Moscherosch 1678 in Darmstadt als Sprachmeister für Italienisch nieder. 1685 wurde Johann Balthasar Moscherosch Hofbibliothekar und übernahm damit die Leitung dieser Bibliothek am Darmstädter Hof. Er gilt als erster Bibliothekar der Bibliothek, die heute unter der Bezeichnung Universitäts- und Landesbibliothek Darmstadt existiert. Zur damaligen Zeit regierte als Landgraf Ernst Ludwig, der bis 1688 unter der Vormundschaft seiner Mutter Elisabeth Dorothea von Sachsen-Gotha-Altenburg stand. Aufgrund des Pfälzischen Erbfolgekriegs war der Darmstädter Hof ab 1693 für einige Jahre nach Gießen ausgewichen und kehrte erst 1698 wieder zurück.
Über das weitere Schicksal von Johann Balthasar Moscherosch liegen nähere Informationen nicht vor. Er starb im April 1703 in Darmstadt. Johann Balthasar Moscherosch war in erster Ehe mit Anna Clara Goetz (1654–1692) verheiratet. Aus dieser Ehe ist der Sohn Johann Wilhelm Moscherosch (1686–1730) hervorgegangen. In zweiter Ehe war Johann Balthasar Moscherosch mit Anna Barbara Burger (1672–1742) verheiratet. Aus dieser Verbindung ging ein Sohn Melchior Moscherosch (1694–1763) hervor.

## Veröffentlichungen
- 1680: Nuovi dialoghi italiano-tedeschi, Franckfurt.
- 1683: Grammatica Italiana, Frankfurt
- 1699: Italianische Sprach-Kunst In welcher Durch getreue Handleitung der kürtzeste und richtigste Weg, zur Toscanischen, das ist, zu der, unter denen anderen Italianischen Red-Arten zierlichst- und nettesten Sprache zu gelangen, durch kurtz-gefaßte … Grund-Reguln, auff das treulichste gewiesen und gezeiget wird …; Frankfurt.